# Efemia Chela
Efemia Chela (sinh năm 1991)  là một nhà văn Zambia - Ghana, nhà phê bình văn học, và biên tập viên. Chicken,  câu chuyện được xuất bản đầu tiên của cô, đã lọt vào danh sách  cho Giải thưởng Caine 2014 dành cho văn bản châu Phi. Chela đã có những truyện ngắn và thơ được xuất bản trên New Internationalist,  Wasafiri,  TOKEN  và PEN Passages: Châu Phi. Năm 2016, cô đồng biên tập bộ sưu tập Truyện ngắn Châu Phi, Migrations. Cô cũng từng là Nhà văn cư trú của Andrew W. Mellon tại Đại học Rhodes năm 2018. Efemia hiện là biên tập viên Pháp ngữ và Đóng góp cho Tạp chí Sách của Johannesburg.
Sinh ra ở Zambia, Chela lớn lên ở Anh, Ghana, Botswana và Nam Phi. Cô tốt nghiệp cử nhân tại Pháp, Chính trị và các nền văn minh cổ điển tại Đại học Rhodes ở Nam Phi, và tại Học viện Chính trị D'Etudes ở Aix-en-Provence, Pháp.